# Manuela Kiernikówna
Manuela Kiernikówna, wł. Maria Manuela Kiernik-Szymkowska (ur. 30 września 1923 w Krakowie, zm. 25 czerwca 2014 w Warszawie) – polska aktorka filmowa, teatralna, radiowa i telewizyjna.

## Życiorys
Po zakończeniu II wojny światowej była słuchaczką studia aktorskiego przy Starym Teatrze w Krakowie. Egzamin aktorski zdała przed komisją Związku Artystów Scen Polskich i otrzymała tzw. „prawo grania”.
Debiutowała w 1945 roku rolą Augustyny w Lecie w Nohant Jarosława Iwaszkiewicza na scenie Teatru Kameralnego TUR w Krakowie. W latach 1945–1947 występowała w Starym Teatrze w Krakowie, a w sezonie 1947/1948 w krakowskim Teatrze Powszechnym TUR. W sezonie 1948/1949 była aktorką Teatru Nowego w Poznaniu, a w kolejnym w Teatrach Dramatycznych Wrocławia. Od 1950 do 1954 występowała w Teatrach Dramatycznych w Poznaniu, następnie w Teatrze Powszechnym (1954–1958) i Teatrze Ludowym w Warszawie (1958–1960) oraz równocześnie grała w Teatrze im. Aleksandra Węgierki w Białymstoku (1958–1959). W sezonie 1960/1961 występowała w Teatrze im. Juliusza Osterwy w Gorzowie Wielkopolskim, a w latach 1962–1964 w Teatrze Śląskim im. Stanisława Wyspiańskiego w Katowicach.
Od 1964 do 1977 roku była aktorką Teatru Narodowego w Warszawie (w którym w 1967 roku zagrała rolę Kmitowej w przedstawieniu Dziady w reżyserii Kazimierza Dejmka). Ostatni rok w karierze (1979) występowała w Teatrze Popularnym w Warszawie. Zmarła 25 czerwca 2014 roku. Została pochowana na Cmentarzu Komunalnym Północnym na Wólce Węglowej.
Manuela Kiernikówna jest jedną z bohaterek autobiograficznej książki Romy Ligockiej „Dziewczynka w czerwonym płaszczyku”.

## Filmografia
- 1983: Ziarno fotografii
- 1980: Dom
- 1978: Życie na gorąco – Berta Muller, właścicielka pensjonatu
- 1966: Przyznaję się do winy – Hilda
- 1965: Stawka większa niż życie (spektakl TV) – prawdziwa Jolanta Krzemińska
- 1964: Orfeusz (spektakl tv) – Persefona
- 1964: Rok 1944
- 1963: Sława i chwała – Ola
- 1948: Skarb

Źródło.

## Role teatralne
- 1945: Lato w Nohant – Augustyna
- 1945: Pigmalion – Klara
- 1945: Roxy – Grace
- 1945: Nowy rok bieży (Jasełka) – Herodiada, Strach na wróble
- 1946: Jajko Kolumba – dziennikarka
- 1946: Droga do świtu – dama II, sąsiadka
- 1946: Zbyt liczna – Bernadette Mezin
- 1946: Fantazy – Dianna
- 1946: Żeglarz – Iza
- 1946: Wesele – Maryna
- 1947: Odys u Feaków – Nauzyka
- 1947: Judasz z Kariothu – Maria z Magdali
- 1947: Komediant – Armanda Bejart
- 1947: Romans – Ewa
- 1947: Rodzina Rakuskich – pielęgniarka
- 1947: Wyspa diabelska (Guayana) – Janka
- 1948: Madame Sans-Gene – księżna Eliza
- 1948: Chory z urojenia – Antosia
- 1948: Lato w Nohant – Solange
- 1949: Król Ryszard III – lady Anna
- 1949: Candida – Candida
- 1949: Pan Jowialski – Helena
- 1950: Wielki człowiek do małych interesów – Matylda
- 1950: Hamlet – Ofelia
- 1951: Lubow Jarowaja – Panowa
- 1951: Zwykła sprawa – miss Hotchkiss
- 1952: Balladyna – Goplana
- 1952: Bancroftowie – Rita Bancroft
- 1953: Trzydzieści srebrników – Jane Graham
- 1953: Grzech – Janina Kwadrowska
- 1953: Chłopiec z naszego miasta – Waria
- 1954: Synalek szlachecki – Zofia
- 1956: Filomena Marturano – Diana
- 1956: Ararat – Machmada
- 1957: Podróż po Warszawie – Fiufiutka
- 1958: Straszna zabawa – Róża
- 1959: Żabusia – Maniewiczowa
- 1959: Nie jesteśmy aniołami – Ewa
- 1960: Balladyna – Goplana
- 1960: Popas króla jegomości – Małgorzata
- 1961: Świętoszek – Doryna
- 1961: Śpiąca Królewna – zła wróżka
- 1961: Pasztet jakich mało – Antonina
- 1962: Dom kobiet – Joanna Nielewiczówna
- 1962: Kochany kłamca – Stella Patrick-Campbell
- 1963: Wychowanka – Paulina
- 1963: Wysoka ściana – Urszula
- 1963: Łaźnia – fosforyczna kobieta
- 1966: Mątwa, czyli hyrkaniczny światopogląd – Matrona
- 1967: Dziady – Kmitowa
- 1969: Nieboska komedia – dziewczyna rewolucji
- 1979: Teatr Niekonsekwencji – krytyczka
- 1979: Co u pana słychać? – kobieta
- 1979: Stara sprawa – Wężykowa

Źródło.

### Reżyseria
- 1961: Królewna Śnieżka – reżyseria, Teatr im. Juliusza Osterwy w Gorzowie Wielkopolskim[5]
- 1961: Maria Stuart – asystent reżysera, Teatr im. Juliusza Osterwy w Gorzowie Wielkopolskim[5]

## Teatr Polskiego Radia
- 1952: Majątek albi imię – Aniela
- 1959: Pierścień księżniczki – Anusia
- 1960: Cześć jego pamięci, czyli Zjazd koleżeński – dziennikarka
- 1962: Pierwszy dzień choroby – siostra Julia

Źródło.